# Família Perich
La família Perich fou una família pertanyent en ascendència a la Casa Rull de Sispony (Andorra). Segons un estudi d'un dels membres de la família, Josep Perich Puigcercós, els noms de família de la pròpia casa havien estat Naufreu, Rossell i Pal i els canvis de nom successius es deuen al fet que havien nascut moltes noies a la casa, cosa que feia que els seus fills portessin el cognom patern i consegüentment acabés desapareixent el seu propi cognom.
L'origen de la nissaga Perich data del 1614, any de naixement de Pere Perich, fill de Tomàs Perich i Jerònima, originaris d'Andorra la Vella. Aquestes dades foren obtingudes del llibre parroquial d'Andorra la Vella. Abans de traslladar-se a Sispony, l'antiga casa pairal de la família es trobava físicament a la placeta Monjó, a prop de Casa de la Vall. Temps després havia passat a ser propietat de la família Molines, qui posteriorment la vendria a la família Guillem, qui l'enderrocaria per construir-hi posteriorment un altre edifici.
Generalment les aliances es feien entre cases de la mateixa parròquia, quan es feia amb cases de l'exterior o d'altres parròquies, com és el cas dels Perich, era per interessos econòmics i polítics.
A la parròquia de La Massana especialment es volia mantenir el patrimoni intacte, indivís.

## Ascendència de la Casa Rull de Sispony (La Massana)
- Maria Magdalena Rull i Jaume Naufreu (Sispony), casats 1600
- Catarina Naufreu Rull i Andreu Rossell (Sispony, casats 20.08.1623
- Pere Antoni Rossell i Joana Aldias (Puial - Andorra la Vella), casats 20.11.1642
- Catarina Rossell - Aldias i Macià Pal (Cortinada), casats 10.02.1680
- Anton Pal-Rossell i Mònica Adellach (Llorts), casats 19.09.1720
- Bonaventura Pal-Adellach i Tomàs Perich-Cerdanya (Andorra la Vella), casats 29.09.1757
- Tomàs Perich-Pal i Maria Riba (Ordino), casats 20.03.1787
- Francisco Perich-Riba i Josepa Gelabert i Canturri (Arcabell), casats 23.06.1817
- Josep Perich-Gelabert i Joaquima Cot (Torra de Riu de Cerdanya), casats 1847
- Joan Perich-Cot i Maria Arajol (Coma d'Anyós), casats 24.06.1882
- Joan Perich-Arajol i Florentina Puigcercós (Castellciutat), casats 22.10.1921
- Josep Perich-Puigcercós i Daisy Kaufmann (Berna - Suïssa), casats 19.09.1959